# Nekrolog 1923
Nekrolog
◄◄
| ◄
| 1919
| 1920
| 1921
| 1922
| 1923 | 1924 | 1925 | 1926 | 1927 | ► | ►►
1. Quartal |
2. Quartal |
3. Quartal |
4. Quartal 
Weitere Ereignisse | Allgemeiner Nekrolog 1923
Die Beschreibung der verstorbenen Person sollte so kurz wie möglich gehalten sein und nur deren signifikante Tätigkeit(en) enthalten.
Neue Namen ggf. auch unter dem Geburts- und Sterbedatum, also etwa unter 1. Januar und im Geburts- und Sterbejahr (2024) eintragen (nur bei entsprechender großer Wichtigkeit). Für Beispiele siehe die schon vorhandenen Artikel.
Außerdem über die fünf zuletzt Verstorbenen, zu denen es einen ausreichend guten Artikel für eine Präsentation auf der Hauptseite gibt, nach der todesbedingten Überarbeitung der Artikel ggf. auch unter Wikipedia Diskussion:Hauptseite informieren und sie am besten auch in den anderen Wikipedia-Sprachversionen eintragen. Tipp: Regelmäßig bei news.google.de nach „ist tot“, „gestorben“ oder „verstorben“ suchen.
Wenn eine Person gestorben ist, gibt es viele Seiten zu dieser Person in der Wikipedia, die davon auch betroffen sind und entsprechend aktualisiert werden müssen. Beispiele: Namenübersichtsseite, Geburtsjahr, Geburtsort-Seiten und viele mehr.
Wie finde ich die betroffenen Seiten?
Im Suchfeld auf der linken Seite gibt man den Suchbegriff so ein: „Vorname Nachname“. Dann klickt man auf Volltext und alle Seiten mit entsprechendem Suchtext werden aufgerufen. Hier sieht man dann schnell, wo auch das Todesjahr Sinn macht oder sogar ein Teil des Artikels angepasst werden muss. Auch hilft das „Werkzeug“ auf der linken Seite sehr gut, um solche Seiten aufzufinden: „Links auf diese Seite“. Somit ist die Wikipedia wieder aktuell in allen Bereichen! Hinweis: bei Eintragung der Kategorie „Gestorben JAHR“ wird der Missbrauchsfilter 49 ausgelöst, was jedoch nicht schlimm ist. Siehe: Spezial:Missbrauchsfilter/49
Dies ist eine Liste von im Jahr 1923 verstorbenen bekannten Persönlichkeiten. Die Einträge erfolgen innerhalb der einzelnen Daten alphabetisch sortiert. Tiere sind im Nekrolog für Tiere zu finden.
Die Liste ist nach Quartalen aufgeteilt:
- Nekrolog 1. Quartal 1923: Januar, Februar und März
- Nekrolog 2. Quartal 1923: April, Mai und Juni
- Nekrolog 3. Quartal 1923: Juli, August und September
- Nekrolog 4. Quartal 1923: Oktober, November und Dezember

## Datum unbekannt
| Name                                 | Beruf, bekannt als                                                                   |
| ------------------------------------ | ------------------------------------------------------------------------------------ |
| Abdülkerim Pascha                    | osmanischer General und Pascha                                                       |
| Desider Aranyi                       | ungarischer Opernsänger (Tenor)                                                      |
| Julie von Asten                      | österreichisch-deutsche Pianistin und Klavierlehrerin                                |
| Francesco Ballesio                   | italienischer Maler                                                                  |
| Camille Bellanger                    | französischer Maler und Lithograf                                                    |
| Octave Leopold Boudouard             | französischer Chemiker                                                               |
| Auguste Boulanger                    | französischer Angewandter Mathematiker und Professor für Mechanik                    |
| Adolf Brinkmann                      | deutscher Heimatforscher                                                             |
| James Leonard Corning                | US-amerikanischer Neurologe                                                          |
| Stephanos Dragoumis                  | griechischer Politiker und Ministerpräsident                                         |
| Friedrich Wilhelm Füchtner           | deutscher Kunsthandwerker aus dem Erzgebirge                                         |
| José Dolores Gámez Guzmán            | nicaraguanischer Historiker, Minister, Diplomat                                      |
| Georg von Garßen                     | deutscher Politiker und Bürgermeister der Stadt Goslar                               |
| Wilhelm Harttung                     | deutscher Dermatologe                                                                |
| Josef Heimhuber                      | deutscher Fotograf                                                                   |
| Eugène Hénard                        | französischer Architekt und Städteplaner                                             |
| Ernst Jähde                          | Gründer der Glasfabrik „Johannahütte“, Erfinder                                      |
| Max Jungeblodt                       | deutscher Politiker und Oberbürgermeister von Münster in Westfalen                   |
| Kabalega                             | Omukama von Bunyoro                                                                  |
| Karl Kaltenmoser                     | deutscher Landschaftsmaler                                                           |
| Max Kauffmann                        | deutscher Psychiater und Psychologe                                                  |
| Rosa Kerschbaumer-Putjata            | russisch-österreichische Augenärztin                                                 |
| Berthold Knetsch                     | deutscher Musikpädagoge und Musikschriftsteller                                      |
| Marie von Kramsta                    | deutsche Mäzenatin und Wohltäterin                                                   |
| Anna Kull                            | Schweizer Cellistin                                                                  |
| Léo Laporte-Blairsy                  | französischer Bildhauer                                                              |
| Albert Latz                          | deutscher Unternehmer, Erfinder von Hundekuchen                                      |
| Émile Libaudière                     | französischer Architekt und Keramiker                                                |
| Mauritz Lindström                    | schwedischer Maler                                                                   |
| Louis Mékarski                       | französischer Konstrukteur polnischer Abstammung                                     |
| Fritz Möller                         | deutscher Fotograf und Verleger                                                      |
| Ernest Normand                       | britischer Genremaler                                                                |
| Hermann Oelsner                      | britischer Romanist                                                                  |
| Isaak Grigorjewitsch Orschanski      | russischer Psychiater                                                                |
| Karl Ott                             | deutscher Verwaltungsbeamter                                                         |
| Paul Marie Oudin                     | französischer Arzt und Radiologe                                                     |
| Ernesto Giacomo Parodi               | italienischer Romanist                                                               |
| August Pauli                         | deutscher Tischlermeister und Politiker, MdR                                         |
| Paul Philippoteaux                   | französischer Maler                                                                  |
| Otto Ferdinand Probst                | deutscher Hochschullehrer Maler, Grafiker, und Architekt                             |
| Erzsébet Radó-Révész                 | ungarische Nervenärztin und Psychoanalytikerin                                       |
| Hasan Rami Pascha                    | osmanischer Militär                                                                  |
| Claude-Odon Reure                    | französischer Latinist, Romanist und Literaturwissenschaftler                        |
| Hermann Rexhausen                    | deutscher Unternehmer im Möbel- und Innenausbau, Freimaurer                          |
| Hermann Röhl                         | deutscher Übersetzer                                                                 |
| Juana Romani                         | italienische Malerin                                                                 |
| Henry Rose                           | US-amerikanischer Politiker                                                          |
| Georg von Rosen                      | schwedischer Graf und Maler                                                          |
| Louis Ruffet                         | schweizerischer protestantischer Kirchenhistoriker                                   |
| Otto von Ruppert                     | deutscher Landschafts-, Veduten- und Genremaler                                      |
| Anna Scharapowa                      | russische bzw. sowjetische Esperantistin, Übersetzerin und Vegetarierin              |
| Eugeen Schepens                      | belgischer Kolonialpionier                                                           |
| Adolf Schmidt                        | deutscher Psychiater                                                                 |
| Magdalene Schweizer                  | deutsche Kunsthandwerkerin und Zeichenlehrerin                                       |
| Oswald Valentine Sickert             | britischer Geschäftsmann und Autor                                                   |
| Dmitri Pawlowitsch Solomirski        | russischer Unternehmer, Philanthrop und Mäzen                                        |
| August Specht                        | deutscher Lithograf und Illustrator                                                  |
| August Spieß                         | deutscher Historienmaler, Illustrator, Holzschneider und Freskant                    |
| Michail Alexandrowitsch Stachowitsch | russischer Politiker                                                                 |
| Valerios Stais                       | griechischer Archäologe                                                              |
| Otto Steiger                         | Schweizer Rechenmaschinenkonstrukteur                                                |
| Duncan Stewart                       | Präsident Uruguays                                                                   |
| Karl Thoma                           | deutscher Architekt                                                                  |
| Hedwig Weiß                          | deutsche Malerin, Graphikerin und Mitglied der Berliner Secession                    |
| Henrik Wigström                      | finnisch-russischer Goldschmied                                                      |
| Charles William Winnington-Ingram    | britischer Rear Admiral                                                              |
| Otto Witt                            | schwedischer Ingenieur und Autor                                                     |
| Simon Wolf                           | US-amerikanischer Anwalt und Staatsmann deutscher Herkunft                           |
| Ludwig Wolff                         | deutscher Politiker (DVP) und Abgeordneter der deutschen Minderheit im Sejm in Polen |
| Edgar Wutzdorff                      | deutscher Sanitätsoffizier und Medizinalbeamter                                      |
| Ernst Zimmermann                     | deutscher Natur- und Heimatforscher, Lehrer und Fossiliensammler                     |